# Ian Taylor (1954)
Ian Charles Boucher Taylor (Bromsgrove, 24 september 1954) is een hockeydoelman uit het Verenigd Koninkrijk. Taylor speelde 91 interlands voor het Engelse elftal en ook nog 80 interlands voor Britse hockeyelftal.
Taylor won in 1984 de olympische bronzen medaille in Los Angeles. Tijdens het Wereldkampioenschap in eigen land verloor Taylor met het Engelse elftal de finale van Australië. Tijdens de Olympische Spelen 1988 behaalde Tarlor zijn grootste succes met het winnen van olympisch goud.

## Erelijst
- 1980 - 7e Champions Trophy in Karachi
- 1981 - 6e Champions Trophy in Karachi
- 1984 –  Olympische Spelen in Los Angeles
- 1984 -  Champions Trophy in Karachi
- 1985 -  Champions Trophy in Perth
- 1986 -  Wereldkampioenschap in Londen
- 1986 - 4e Champions Trophy in Karachi
- 1987 - 4e Champions Trophy in Amstelveen
- 1988 –  Olympische Spelen in Seoel

- Gemeinsame Normdatei: 118914197
- Virtual International Authority File: 20479039
- WorldCat: E39PBJB8pV8fhK3ccrGFDpT8md